# Itrij
Itrij je kemijski element atomskog (rednog) broja 39 i atomske mase 88,90585(2). U periodnom sustavu elemenata predstavlja ga simbol Y.
Itrij (Y, latinski ytrium) je metal IIIB i atomskog broja 39. To je srebrno-metalan prijelazni metal kemijski sličan lantanoidima te je često klasificiran kao "rijetki zemni metal". Itrij se gotovo uvijek nalazi u spoju s lantanoidima u rijetkim zemnim mineralima te se nikada ne nalazi u prirodi kao slobodni element. Njegov jedini stabilni izotop, 89Y, je također njegov jedini prirodni popratni izotop.
Godine 1787. Carl Axel Arrhenius pronašao je novi mineral kraj Ytterbya u Švedskoj te ga nazvao ytterbite, prema nazivu sela. Johan Gadolin otkrio je itrijev oksid u uzorku Arrheniusa 1789., a Anders Gustaf Ekeberg nazvao je novi oksid yttria. Elementarni itrij prvi je izolirao Friedrich Wöhler 1828.
Najvažnija upotreba itrija je u stvaranju svjetlećeg materijala, poput crvenih koje se koriste u televizijskim aparatima, katodnim monitorima (CRT) i u svjetlećim diodama. Koristi se također i za proizvodnju u elektrodama, elektrolitima, električnim filterima, laserima i supervodičima; raznim medicinskim primjenama i za miješanje s raznim materijalima kako bi se poboljšala njihova svojstva. Itrij nema nijednu poznatu biološku ulogu, a izlaganje itrijevim spojevima može dovesti do bolesti dišnog sustava u ljudi.

## Karakteristike

### Svojstva
Itrij je mekan, srebrno-metalni, sjajan i vrlo kristalan prijelazni metal 3. skupine kemijskih elemenata. Ima manju elektronegativnost od njegovog prethodnika prema tablici elemenata, skandija, te manju elektronegativnost od sljedećeg elementa 5. periode kemijskih elemenata, cirkonija; osim toga, po elektonegativnosti je usporediv sa sljedećim u 3. grupi, lutecijem, zbog kontrakcije lantanoida. Itrij je prvi element d-bloka u petoj periodi.
Ovaj čisti element je relativno stabilan u zraku u rasutom stanju, zbog pasivnosti koja nastaje zbog sloja zaštitnog oksida (Y2O3) na njegovoj površini. Ovaj sloj doseže debljinu od 10 µm kada se itrij zagrije na 750 °C u vodenoj pari. Kada je pak fino podijeljen, itrij je vrlo nestabilan u zraku; djelići ovog metala mogu se zagrijati u zraku do temperature koja prelazi 400 °C. Itrijev dušik (YN) stvara se kada se metal zagrije do 1000 °C u dušiku.

### Sličnosti s lantanoidima
Sličnosti itrija s lantanoidima su tako snažne da je ovaj element kroz povijest često bio svrstan u skupinu rijetkih zemnih metala, te se u prirodi uvijek nalazi zajedno s njima u rijetkim zemnim mineralima.
Kemijski, itrij je sličniji tim elementima od njegovog susjeda u periodnom sustavu elemenata, skandija, a ako bi se njegove fizičke osobine stavile u atomski broj imale bi broj od 64.5 do 67.5, stavljajući ga tako između lantanoida gadolinija i erbija.
Također često pada u isti raspon reakcijskog reda, koji je sličan terbiju i disproziju po svojoj kemijskoj reakciji. Itrij je tako po veličini blizu tzv. "itrijske skupine" teških iona lantanoida da se u otopini ponaša kao da je jedan od njih. Iako su lantanoidi jedan red niže u tablici periodnog sustava od itrija, sličnosti u atomskom radijusu mogu se pripisati kontrakciji lantanoida.
Jedan od rijetkih značajnih razlika između kemijskih svojstava itrija i lantanoida je taj da je itrij gotvo isključivo trovalentan, dok oko polovice lantanoida može imati i drugačiju valentnost od tri.

### Spojevi i reakcije
Kao trovalentan prijelazni metal, tvori razne anorganske spojeve, uglavnom u oksidacijskom stanju +3, predajući sva svoja tri valentna elektrona. Dobar primjer je Itrijev(III) oksid (Y2O3), poznat i kao itrija, šestero-koordinatna bijela krutina.
Itrij tvori itrijev fluorid koji nije topiv u vodi, hidroksid i oksalat, ali njegov bromid, klorid, jodid, nitrat i sulfat su topljivi u vodi. Ion Y3+ bezbojan je kada se topi zbog odsutnosti elektrona u elektronskoj ljusci d i f.
Voda izaziva reakciju s itrijem i njegovim spojevima kako bi tvorili Y2O3. Koncentrirana dušična i Fluorovodonička kiselina ne napadaju snažno itrij, za razliku od drugih snažnih kiselina.
S halogenima itrij tvori halide kao što su itrijum(III) fluorid, itrijev(III) klorid (YCl3) i itrijev(III) bromid (YBr3) pri temperaturama iznad 200 °C. Isto tako, ugljik, fosfor, selen, silicij i sumpor kod povišenih temperatura tvore binarne spojeve s itrijem.
Organoitrijska kemija proučava spojeve koje sadrže veze ugljika i itrija. Za nekolicinu njih se zna da sadrže itrij pri oksidacijskom stanju 0. (+2 stanje promatrano je u topljivosti klorida, a +1 u oksidacijskim skupinama u plinovitom stanju) Neke trimerizacijske reakcije promotrene su upotrebljavajući organoitrijske spojeve kao katalizatore. Ovi spojevi koriste YCl3 kao početni materijal, koji se pak dobivaju od Y2O3 i koncentrirane klorovodonične kiseline i amonijevog klorida.
Haptičnost je koordiniranje skupine graničnih atoma liganda prema središnjem atomu; na to ukazuje grčko slovo eta, η. Itrijevi spojevi bili su prvi spojevi gdje su karboranski ligandi vezani za d0-metalni centar uz pomoć η7-haptičnosti. Isparavanje grafitno umetnutog spoja grafita–Y ili grafita–Y2O3 vodi do stvaranja endohedralnih fulerena kao što su Y@C82. Proučavanja elektronske spinske rezonancije ukazuju na stvaranje parova Y3+ i (C82)3− iona. Karbidi Y3C, Y2C i YC2 mogu se hidrolizirati kako bi tvorili ugljikovodike.

### Nukleosinteza i izotopi
Itrij je u sunčevom sustavu stvoren procesom zvjezdane nukleosinteze, većinom putem s-procesa (≈72%), ali također i putem r-procesa (≈28%). R-proces čini brzo hvatanje neutrona lakših elemenata tijekom eksplozija supernova. S-proces je pak sporo hvatanje neutrona lakših elemenata unutar pulsirajućih crvenih divova.
Izotopi itrija su među najčešćim proizvodima nuklearne fisije uranija koji se zbiva u nuklearnim eksplozijama i nuklearnim reaktorima. Što se tiče upravljanja nuklearnog otpada, najvažniji izotopi itrija su 91Y i 90Y, čije je vrijeme poluraspada 58,51 dan za prvi i 64 sati za drugi. Iako 90Y ima kratko vrijeme poluraspada, postoji u sekularnoj ravnoteži sa svojim dugoročnim roditeljskim izotopom, stroncijem-90 (90Sr) čije je vrijeme poluraspada 29 godina.
Svi elementi 3. grupe imaju neparan atomski broj, te stoga imaju malo stabilnih izotopa. Skandij ima jedan stabilni izotop, a sam itrij ima samo jedan stabilan izotop, 89Y, koji je također njegov jedini prirodni. Ipak, rijetki zemni elementi sadrže elemente parnih atomskih brojeva i puno stabilnih izotopa. Smatra se da je itrij-89 obilniji nego što bi inače bio, dijelom i zbog s-procesa, koji dozvoljava dovoljno vremena za izotope stvorene od drugih procesa da se raspadnu putem emisije elektrona (neutron → proton). Takav polagan proces favorizira izotope s atomskim relativnom atomskom masom (A = protoni + neutroni) od oko 90, 138 i 208, koji imaju neobično stabilne atomske jezge s 50, 82 i 126 neutrona. 89Y ima maseni broj blizu 90 te ima 50 neutrona u svojoj jezgri.
Proučavana su najmanje 32 sintetička izotopa itrija, a isti imaju raspon atomskog masenog broja od 76 do 108. Najmanje stabilni od njih je 106Y s vremenom poluraspada od >150 nanosekundi (76Y ima poluraspad od >200 ns) a najstabilniji je 88Y s poluraspadom od 106.626 dana. Uz izotope 91Y, 87Y i 90Y, s vremenom poluraspada od 58,51 dana, 79.8 sati i 64 sati, a svi ostali izotopi imaju vrijeme poluraspada manje od jednog dana a većina ovih imaju vrijeme poluraspada manje od jednog sata.
Itrijevi izotopi s masenim brojem istim ili manjim od 88 raspadaju se većinom izbacivanjem pozitrona (proton → neutron) kako bi stvorili stroncijeve (Z = 38) izotope. Itrijevi izotopi s masenim brojem od 90 ili manje raspadaju se većinom izbacivanjem elektrona (neutron → proton) te tako stvorili cirkonijeve (Z = 40) izotope. Izotopi s masenim brojem od 97 ili iznad također imaju manji put raspada od β− kašnjenje izbacivanja neutrona.
Itrij ima najmanje 20 nuklearnih izomera u rasponu masenog broja od 78 do 102. Većina pobuđenih stanja uočena su za 80Y i 97Y. Dok se za većinu itrijevih izomera očekuje da su manje stabilni nego njegovo osnovno stanje, 78mY, 84mY, 85mY, 96mY, 98m1Y, 100mY i 102mY imaju dulje vrijeme poluraspada od njihovih osnovnih stanja, jer se ti izomeri raspadaju beta raspadom, a ne izomernim prijelazom.

## Povijest
Godine 1787., vojni časnik i kemičar iz hobija Carl Axel Arrhenius pronašao je težak crni kamen u starom kamenolomu kraj švedskog sela Ytterby. Pošto je smatrao da se radi o nepoznatom mineralu koji sadrži novo otkriveni element volfram, nazvao ga je ytterbite poslao je uzorke raznim kemičarima radi analize.
Johan Gadolin sa sveučilišta Åbo identificirao je novi oksid Arrheniusovom uzorku 1789., te je objavio svoju potpunu analizu 1794. Anders Gustaf Ekeberg potvrdio je ovo otkriće 1797. te je nazvao novi oksid yttria. Antoine Lavoisier je kasnije razvio prvu modernu definiciju kemijskih elemenata, te mu dao naziv yttrium [itrij].
Godine 1843., Carl Gustaf Mosander otkrio je da uzorci yttria sadrže tri oksida: bijeli itrijev oksid (yttria), žuti terbijev(III,IV) oksid i ružićasti erbijev(III) oksid (tada zvan terbija). Četvrti oksid, iterbijev(III) oksid, izolirao je 1878. Jean Charles Galissard de Marignac. Novi elementi kasnije će biti izolirani od svakog od ovih oksida, a svaki element dobit će naziv po Ytterbyu, selu u čijoj su blizini nađeni u kamenolomu (vidi iterbij, terbij i erbij). Sljedećih desetljeća, nekoliko novih metala otkriveno je u "Gadolinovom itriju". Pošto je itrija ipak bio mineral a ne oksid, Martin Heinrich Klaproth preimenovao ga je u gadolinit u čast gospodinu Gadolinu.
Itrijev metal prvi je izolirao Friedrich Wöhler 1828. kada je zagrijao itrijev(III) klorid s kalijem:
{\displaystyle \mathrm {YCl_{3}+3K\longrightarrow 3KCl+Y} }
Do ranih 1920-ih, kemijski simbol Yt koristio se za taj element, nakon čega je dobio pojednostavljenu oznaku Y.
Godine 1987., otkrilo se da itrij-barij bakar oksid postiže visokotemperaturnu supraprovodnost. Bio je to tek drugi poznati materijal koji je pokazivao to svojstvo, te je bio prvi poznati materijal koji je ostvario supraprovodnost iznad (ekonomsko značajne) točke vrenja dušika.

## Pojava

### Učestalost
Itrij se nalazi u većini rijetkih zemnih minerala, kao i u nekoliko ruda uranija, ali ga nikada ne nalazimo i prirodi kao slobodan element. Oko 31 ppm zemljine kore je sastavljeno od itrija, što ga čini 28. najučestalijim elementom u zemljinoj kori, oko 400 puta učestalijim od srebra. Itrij se nalazi u tlu u koncentracijama između 10 i 150 ppm dok se u morskoj vodi nalazi u koncentraciji od oko 9 ppt. Uzorci stijena s mjeseca tijekom programa Apollo otkrili su relativno visoku koncentraciju itrija.
Itrij nema nijednu poznatu biološku ulogu, iako se nalazi u većini organizama, najviše u jetri, bubrezima, slezeni, plućima i kostima ljudi. U normalnim okolnostima, nalazimo ga u količini od 0,5 miligrama unutar cijelog ljudskog tijela; ljudsko mlijeko za dojenje sadrži ga u koncentraciji od 4 ppm. Itrij se nalazi u jestivim biljkama u koncentracijama između 20 ppm i 100 ppm, a najviše ga ima u kupusu.

### Proizvodnja
Kemijska sličnost itrija s lantanoidima dovodi do toga da ga obogaćuju i isti procesi te završava u rudama koje sadrže lantanoide. Malena razlika otkriva se između lakih (LREE) i teških rijetkih zemnih elemenata (HREE) ali to odvajanje nikada nije potpuno. Itrij je koncentiran u skupinu HREE zbog svoje ionske veličine iako ima manju atomsku masu.
Postoje četiri glavna izvora rijetkih zemnih elemenata:
- karbonit i fluorid koji sadrže rude kao što su LREE bastnäsit ([(Ce, La, etc.)(CO3)F]) sadrže prosječno 0,1%[4][41] itrija u usporedbi s 99,9% ostalih rijetkih zemnih elemenata.[41] Glavni izvor za bastnäsit od 1960-ih do 1990-ih bio je rudnik u Mountain Passu u Kaliforniji, što je tada činilo SAD najvećim proizvođačem rijetkih zemnih elemenata.[41][43]
- Monazit ([(Ce, La, itd.)PO4]), koji je uglavnom fosfat, je naslaga pijeska koji se stvara tijekom prijenosa i gravitacijskog razdvajanja erodiranog granita. Monazit kao ruda rijetkog zemnog materijala sadrži 2%[41] (ili 3%)[44] itrija. Najveća nalazišta u 20. stoljeću bila su u Indiji i Brazilu, zbog čega su te dvije zemlje bile najveći proizvođači itrija tijekom ranog 20. stoljeća.[41][43]
- Ksenotim je fosfat rijetkog zemnog elementa. Njegove rude sadrže 60% itrija i itrijevog fosfata (YPO4).[41] Najveći rudnik ovog minerala bilo je nalazište Bayan Obo u Kini, čime je Kina najveći proizvođač rijetkih zemnih materijala od zatvaranja rudnika u Mountain Passu početkom 1990-ih.[41][43]
- glina koja apsorbira ione, tzv. Loognanova glina, proizvod je granita i sadrži 1% rijetkih zemnih elemenata[41] Njene rude mogu sadržavati i do 8% itrija. Takva glina većinom se iskopava u Kini.[41][43][45] Itrij se nalazi i u samarskitu i fergusonitu.[38]

Jedna od metoda dobivanja čistog itrija iz miješanih ruda oksida je otapanje oksida u sumpornoj kiselini i razdijeliti ga ionoizmjenjivačkom kromatografijom. S dodatkom oksalne kiseline, taloži se itrijev oksalat. Oksalat se pretvara u oksid zagrijavanjem u kisiku. Reakcijom dobivenog itrijevog oksida s fluorovodonikom, dobiva se itrijev(III) fluorid.
Godišnja svjetska proizvodnja itrijeva oksida dosegnula je 600 tona do 2001., a zalihe se procjenjuju na 9 milijuna tona. Samo par tona itrijeva metala proizvodi se svake godine redukcijom itrijeva(III) fluorida u metalnu spužvu sa slitinom kalcija magnezija. Temperatura u peći iznad 1.600 °C dovoljna je da potom otopi itrij.

## Primjene

### Potrošači
Itrijev(III) oksid (Y2O3) može se koristiti kao rešetka za dodavanje primjesa s Eu3+ kationima, a može poslužiti i kao reagens da bi se dobila primjesa itrijev ortovanadat YVO4:Eu3+ itrijev oksid sulfid Y2O2S:Eu3+ Svjetleći materijali koji daju crvenu boju lampama televizorima u boji, iako se sama crvena boja u stvari emitira iz europija dok itrij skuplja energiju elektronskog topa te ga predaje svjetlećem materijalu. Spojevi itrija mogu poslužiti i kao nositelji rešetke za dodavanje primjesa s različitim kationima lantandoida. Izuzev Eu3+, i Tb3+ se može koristiti kao agens za dodavanje primjesa koji dovode do zelene luminiscencije. Itrij se koristi i kao aditiv sinteriranju prilikom proizvodnje poroznog silicijuma nitrida i kao česti početni materijal za znanost o materijalima kao i za proizvodnju ostalih spojeva itrija.
Spojevi itrija koriste se i kao katalizatori polimerizacije etena. Kao metal, koristi se na elektrodama nekih svjećica za visoku učinkovitost. Itrij se također koristi i za proizvodnju Auerove mrežice za svjetiljke propana kao zamjenu za torij, koji je radioaktivan.
Cirkonij koji je stabiliziran itrijem koristi se kao solidan elektrolit i kao senzor kisika kod automobilskog ispušnog sustava.

### Granati
Itrij se koristi za proizvodnju sintetičkih granata, dok se itrija koristi za stvaranje itrijevih željeznih granata (Y3Fe5O12 ili YIG), koji su vrlo učinkoviti filteri mikro valova. Granati od itrija, željeza, aluminija i gadolinija (npr. Y3(Fe,Al)5O12 i Y3(Fe,Ga)5O12) imaju važna magnetska svojstva. YIG je isto tako vrlo učinkovit zvučni energetski predajnik i pretvornik. Itrij aluminijev granat (Y3Al5O12 ili YAG) ima Mosovu skalu od 8,5 te se koristi kao dragulj u draguljarnicama (umjetni dijamanti). Kristali itrija alumija granata s dodanom primjesom cerija (YAG:Ce) koriste se kao svjetleći materijali kako bi tvorili bijelu svjetleću diodu.
YAG, itrija, itrijev litijev fluorid (LiYF4) i itrijev ortovanadat (YVO4) koriste se u kombinaciji s primjesama kao što su neodimij, erbij, iterbij u laserima emisijskog spektra blizu infracrvenog zračenja. Nd:YAG laseri imaju sposobnost razviti jaku energiju te se koriste za bušenje i rezanje metala. Pojedini kristali YAG-a s primjesama obično se proizvode Czochralskijevom metodom.

### Pojačavač materijala
Manje količine itrija (0,1 do 0,2%) koristile su se kako bi smanjile veličinu zrna kroma, molibdena, titanija i cirkonija. Također se koristio za povećanje čvrstoće legura aluminija i magnezija. Dodatak itrija slitinama uglavnom povećava njegovovu obradivost, pojačava otpornost rekristalizacije kod visokih temperatura te značajno pojačava otpornost oksido-redukcije na visokim temperaturama.
Itrij se koristi i kao deoksidator vanadija i drugih metala koji ne sadrže željezo. Itrija se koristi radi stabilizacije kubnog oblika cirkonija kod uporabe u draguljarnicama.
Itrij je proučavan i za moguću uporabu u stvaranju žilavog lijeva, koji ima pojačanu duktilnost (grafit tvori kompaktne čvoriće umjesto pahuljica kako bi stvorio žilavi lijev). Itrijev oksid može se koristiti i prilikom kermaičkih i staklenih mješavina, jer ima visoko talište i pruža otpor udaru i daje niska svojstva toplinske dilatacije. Stoga se koristi u objektivima.

### Medicina
Radiokativni izotop itrij-90 koristi se za lijekove, kao što su edotreotid i ibritumomab radi tretmana raka, uključujući limfome, leukemije, te rak jajnika, crijeva, gušterače i kostiju. Funkcionira tako da se veže za monoklonalna antitijela, koja se pak vežu za stanice raka te ih ubijaju putem intenzivnog β-zračenja kojeg oslobađa itrij-90.
Igle napravljene od itrija-90, koje mogu rezati preciznije od skalpela, koristile su se za rezanje živaca koji prenose bol u leđnoj moždini, a itrij-90 također se koristi za radionuklidnu sinovektomiju prilikom liječenja upaljenih zglobova, osobito koljena, kod osoba koje pate od reumatoidnog artritisa.
Laser granata itrija-aluminija s primjesama neodimija koristio se u eksperimentalnoj prostatektomiji u pasa u pokušaju da se smanji kolateralna šteta živaca i tkiva, dok se oni s primjesama erbija koriste u kozmetici.

### Supravodljivost
Itrij se koristi kod supravodiča od itrijev barijevog bakar oksida (YBa2Cu3O7, poznatom kao 'YBCO' ili '1-2-3') kojeg su razvila sveučilišta Alabame i Houstona 1987. Ovaj supravodič radi na 93 K, što je značajno jer je iznad točke vrenja tekućeg dušika (77,1 K). Budući da je cijena tekućeg dušika niža od cijene tekućeg helija, koji se primjenjuje na metalne supravodiče, operativni troškovi bi se smanjili.
Sam supraprovodni materijal često se piše kao YBa2Cu3O7–d, gdje d mora biti manje od 0,7 kako bi materijal bio supraprovodan.
Teorija o supraprovodnosti pri niskim temperaturama dobro je poznata od kada je BCS teorija predstavljena 1957. Temelji se na naročitosti međudjelovanja dvaju elektrona u kristalnoj rešetci. Ipak, BCS teorija ne objašnjava supraprovodljivost pri visokim temperaturama, a njen točan mehanizam i dalje je nepoznanica. Ono što se zna je da spoj materijala bakra oksida mora biti precizno kontroliran da bi se supraprovodljivst dogodila.
Dobiveni materijal bio je crno-zelen, višekristalni mineral. Istraživači proučavaju skupinu materijala poznatih kao perovskiti koji su alternativne mješavine ovih elemenata, u nadi da će s vremenom razviti praktični supravodič na visokim temperaturama.

## Mjere opreza
Spojevi itrija topivi u vodi smatraju se blago otrovnima, dok njegovi spojevi netopljivi u vodi nisu otrovni. U pokusima sa životinjama, itrij i njegovi spojevi uzrokovali su oštećenja pluća i jetre, iako razina toksičnosti varira ovisno o svakom itrijevom spoju. Kod štakora, udisanje itrijevog citrata uzrokovao je plućni edem i dispneju, dok je udisanje itrijevog klorida uzrokovao edem jetre, pleuralni izljev i plućnu hiperemiju.
Izlaganje spojevima itrija izaziva plućne bolesti kod ljudi. Radnici koji su bili izloženi prašinom u suspenziji itrijevog - europijevog vanadata doživjeli su blagu iritaciju oka, kože i gornjeg dišnog sustava, iako je možda krivac takvoj reakciji možda i vanadij, a ne itrij. Kronično izlaganje spojevima itrija može uzrokovati manjak daha, kašljanje, bol u prsima i cijanozu. Američki Nacionalni institut za radnu sigurnost i zdravlje (NIOSH) preporuča dozvoljeno izlaganje od 1 mg/m3 te kritičnu opasnost po život od 500 mg/m3. Itrijeva prašina je također i zapaljiva.